# Salterio lionese
Il Salterio lionese è un corpus poetico elaborato a metà del XVI secolo per costituire una traduzione completa del salterio in versi francesi, sulla base dei quarantanove salmi già tradotti da Clément Marot.

## Gli elementi costitutivi
All'inizio esistevano i Cinquante psaumes ("Cinquanta salmi") di Marot, costituiti in realtà da quarantanove salmi e dal Cantico di Simeone. Questi salmi sono stati pubblicati nel 1543 a Ginevra (come anche le ultime traduzioni di Marot, portate a termine durante il suo soggiorno in questa città) e, grazie al successo considerevole di cui godettero, furono in seguito ampiamente riediti a Parigi, Lione, ecc., e furono presto adottati dal movimento evangelico. La bibliografia sui Cinquanta salmi è piuttosto complessa.
Nel 1549, Jean Poitevin, cantore nella chiesa di Santa Radegonda a Poitiers, pubblicò la sua traduzione dei Vingt et deux octonaires du psalme cent dixneuf, treize psalmes traduictz par divers autheurs. Avec plusieurs cantiques… ("Ventidue ottonari del salmo centodiciannove, tredici salmi tradotti da diversi autori. Con vari cantici...").
Nel 1550 e nel 1551, lo stesso Poitevin faceva stampare a Poitiers da Nicolas Peletier Les cent psalmes qui restoient à traduire en rithme françoise ("I cento salmi che restavano da tradurre in ritmo francese"). Una riedizione apparve a Mons presso Jean Monsieur nel 1554, contemporaneamente a una delle edizioni dei Cinquante psaumes di Marot.

## IlSalterio lionese
Il Salterio lionese fu assemblato quando i salmi di Marot e quelli di Poitevin vennero riordinati secondo l'ordine biblico. Il nome Salterio lionese deriva dal fatto che le edizioni che ne furono fatte sono per la maggior parte lionesi, e sempre a Lione questi salmi furono dotati di melodie.
Le edizioni del Salterio lionese che sono state ritrovate (o di cui abbiamo notizia) sono le seguenti:
- nel 1554 a Rouen presso Denis Bouvet, Jean Petit, Raullin Boullent e Bonaventure Belis, in formato 16°[5].
- nel 1554 a Rouen presso Jean Malard e Robert Du Gord. Edizione perduta citata da Du Verdier[6].
- nel 1554? a Parigi presso Jean Ruelle[7].
- nel 1555 a Lione presso Michel Du Boys, con le melodie del Salterio ginevrino per i salmi di Marot e melodie nuove composte da Philibert Jambe de Fer per i salmi di Poitevin, in formato 16° [8].
- nel 1557 a Lione presso Gabriel Cotier in formato 16°[9].
- nel 1558 a Lione presso Jacques Crozet in formato 16°[10].
- nel 1558 a Parigi presso Nicolas Du Chemin, con le melodie di Jambe de Fer, insieme a un'edizione dei Cinquanta salmi di Marot. Edizione perduta citata da La Croix Du Maine[11].
- nel 1559 a Lione presso Angelin Benoist. Edizione perduta citata da Du Verdier[12].
- nel 1561 a Lione presso Jean d'Ogerolles. Edizione perduta, probabilmente con le melodie di Jambe de Fer, nota soltanto attraverso un processo giudiziario fra Jambe de Fer et d'Ogerolles nel 1561[13].

## Ricezione dell'opera
Questa raccolta rappresenta la seconda traduzione completa di un salterio in versi francesi, successivo di qualche anno al Salterio parigino e precedente il Salterio ginevrino (1562), entrambi comunque elaborati sulla base delle traduzioni di Marot. Contrariamente al Salterio parigino, questa raccolta fu dotata di melodie dal musicista lionese Philibert Jambe de Fer, chiaro segno dell'appropriazione da parte delle comunità riformate (e questa versione completa di melodie fu ristampata fino a Parigi).
La fortuna di questa raccolta fu relativamente breve (1554-1561) e non disponiamo di elementi concreti sulla sua ricezione, se si esclude un numero considerevole di riedizioni (nove in otto anni).